# Midnight Runner
Pour plus de détails, voir Fiche technique et Distribution.
Midnight Runner  (Der Läufer) est un film dramatique suisse écrit et réalisé par Hannes Baumgartner (de) et sorti en 2018. Les rôles principaux sont tenus par Max Hubacher et Annina Euling (de). 

## Synopsis
Le film est basé sur une véritable affaire criminelle suisse du début des années 2000 et replace la sombre double vie de l'athlète de haut niveau et chef bernois Mischa Ebner (de) dans un contexte actuel. Selon le producteur Stefan Eichenberger, il s'agit d'un film de fiction basé sur le cas réel, mais par considération pour les victimes et les personnes impliquées, il ne s'agit pas d'un simple récit.

## Fiche technique
- Titre original : Der Läufer
- Titre français : Midnight Runner
- Réalisation : Hannes Baumgartner (de)
- Scénario : Hannes Baumgartner, Stefan Staub
- Photographie : Gaetan Varone
- Montage : Christof Schertenleib
- Costumes : Leonie Zykan
- Pays de production : suisse
- Langue originale : suisse allemand
- Format : couleur
- Genre : drame
- Durée : 92 minutes
- Dates de sortie :
  - Suisse : août 2018 (Festival international du film de Locarno)

## Distribution
- Max Hubacher : Jonas
- Annina Euling (de) : Simone
- Sylvie Rohrer : Barbara
- Christophe Sermet : Kurt
- Saladin Dellers : Philipp
- Luna Wedler : Laura
- Lara Marian : Frau bei Tramhaltestelle
- Rahel Ammann : Appartement intressent
- Markus Amrein : Hausarzt
- Caspar Kaeser : Scheuber

## Prix et nominations (sélection)
Festival Internacional de Cine de San Sebastián 2018
- Nomination pour le Prix des Nouveaux Réalisateurs (Hannes Baumgartner)

Prix du cinéma suisse 2019,
- Nommé dans la catégorie Meilleur long métrage
- Nommé dans la catégorie Meilleur acteur (Max Hubacher)

Festival international du film de Brunswick
- 2019 : Max Hubacher a reçu le "Braunschweig Film Prize" du meilleur acteur débutant pour son interprétation du rôle de Jonas, prix d'un montant de 3 000 euros.